# 联合服务汽车协会

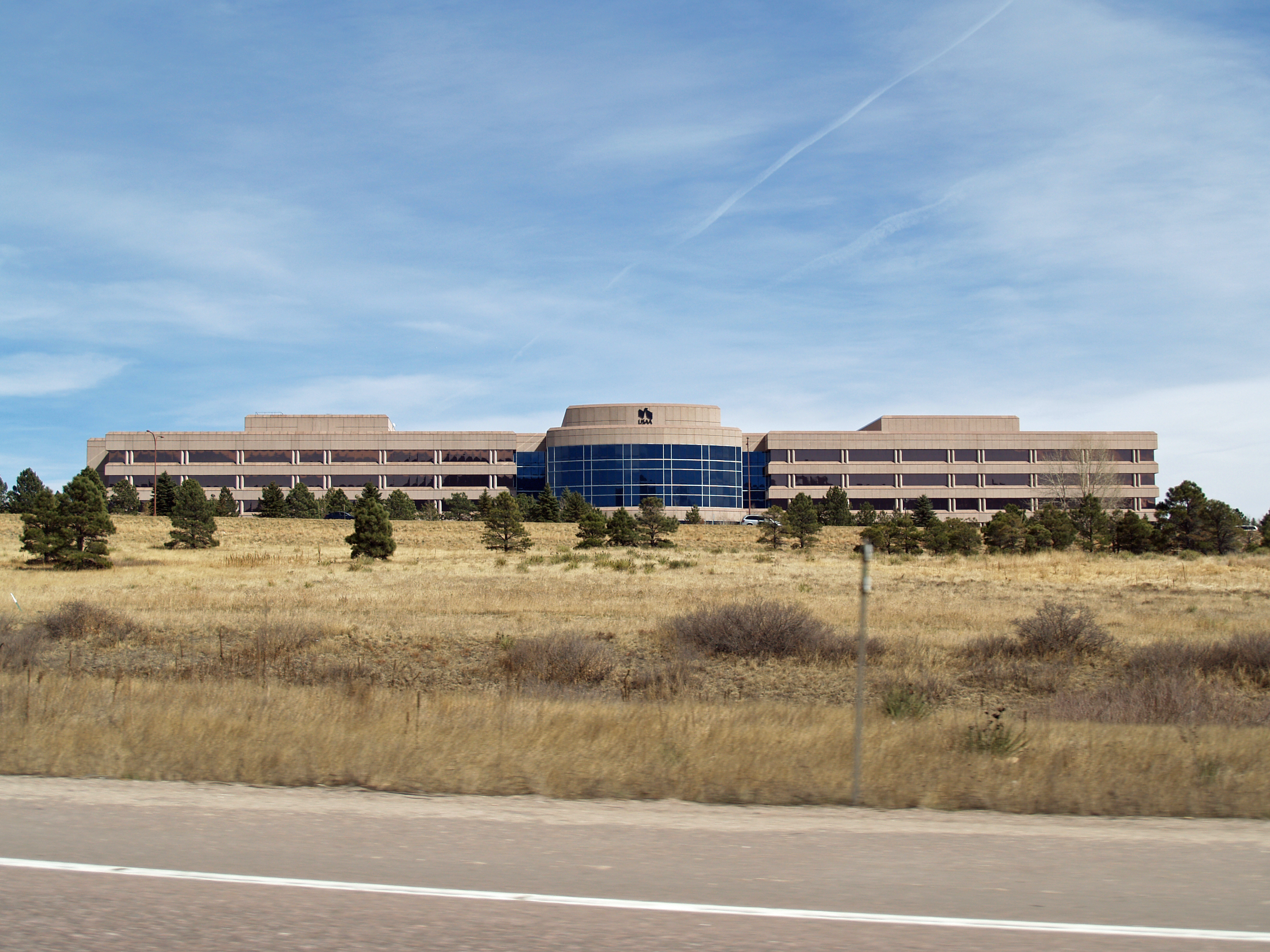
联合服务汽车协会大楼远景

联合服务汽车协会（英語：United Services Automobile Association），是一家美国金融服务公司。

## 历史
成立于1922年，最初是一家以军人和军属为主要客户，提供汽车保险的公司。后来逐渐成长成为一家全能的金融服务公司。
2019年《福布斯》评选出的世界500强中，USAA排名401位。